# T-dualitet
T-dualitet är en term inom teoretisk fysik som beskriver en ekvivalens mellan två teorier och används exempelvis inom strängteori. Två teorier som till synes är helt olika kan i själva verket ha samma underliggande teori. T-dualiteten var en stor upptäckt under tidsperioden mellan de båda strängrevolutionerna och kom innan Edward Wittens föredrag om dualiteterna mellan supersträngteorierna. 
Egenskaperna hos strängteorin beror på hur stora de extra dimensionerna är. Ibland är en teori med stora komprimerade dimensioner likvärdig med en annan teori som har små komprimerade dimensioner.  Om en sträng är lindad runt en dimension, så att strängen går "universum runt" längs den komprimerade dimensionen, så har vi två komponenter som påverkar energinivån strängen: 
- Antal svängningar strängen har runt dimensionen. Här beräknas energin genom formeln {\displaystyle E_{n}=n/R}
- Antal varv strängen är lindad runt dimensionen.  Energin fås av Em= 2 π T R m, där T är sträckkraften i strängen och T = 1/(2 π lst2), där lst är strängens längd.

Om vi byter ut n mot m och R mot lst2/R får vi samma energi för de båda varianterna.  En sträng som svänger runt en dimension med storlek R har alltså samma energi som en sträng som är lindad flera varv runt en dimension med storlek l/R, och vice versa.
Denna sorts dualitet kallas T-dualitet, och används för att para ihop supersträngteori typ IIA med teori typ IIB och heterotisk E8×E8 med heterotisk SO(32).